# Pure Fucking Armageddon
Pure Fucking Armageddon — демокассета блэк-метал группы Mayhem, записана и выпущена в 1986 году на собственном лейбле группы — «Posercorpse». Демо было выпущено тиражом в 100 копий.

## О демозаписи
Жанр этой записи — блэк-метал. Йон «Metalion» Кристиансен сравнивал Pure Fucking Armageddon с ранними демозаписями немецкой группы Poison и швейцарской Hellhammer. Он также указывал на крайнюю примитивность и брутальность звука, подчёркивая, что в 1986 году нельзя было услышать ничего более экстремального, чем эта запись. Качество звука очень плохое и вокал едва слышно. Более поздний вокалист группы — Пер Ингве «Дэд» Олин сказал, что английская группа Venom больше всего повлияла на материал этой демозаписи, и тексты были «слизаны» с Venom.
Песня «Black Metal (Total Death version)» — кавер-версия песни группы Venom — «Black Metal». Все остальные тексты натуралистично описывают крайнюю жестокость, что характерно для дэт-метала. Йон «Metalion» Кристиансен назвал Pure Fucking Armageddon «самой кровавой демозаписью».
Скульптура на обложке — «O Cristo Torturado» (рус. «Мученик Христос»), автор Гвидо Роша.
Норвежская группа Immortal, выпуская альбом, хотела сделать название похожим на Pure Fucking Armageddon, и остановилась на названии Pure Holocaust.
До сих пор идут споры, кто исполнял вокальные партии, Некробутчер, Евронимус, или они оба.

## Список композиций
| №  | Название                            | Длительность |
| -- | ----------------------------------- | ------------ |
| 1. | «Voice of a Tortured Skull» (Intro) | 2:22         |
| 2. | «Carnage»                           | 4:14         |
| 3. | «Ghoul»                             | 3:31         |
| 4. | «Black Metal» (Total Death Version) | 2:06         |
| 5. | «Pure Fucking Armageddon»           | 2:50         |

| №  | Название                            | Длительность |
| -- | ----------------------------------- | ------------ |
| 6. | «Mayhem» (unmixed)                  | 1:46         |
| 7. | «Ghoul» (unmixed)                   | 3:43         |
| 8. | «Pure Fuckin’ Armageddon» (unmixed) | 2:43         |
| 9. | «Carnage» (unmixed)                 | 4:32         |

## Участники записи
- Euronymous (Эйстейн Ошет) — электрогитара
- Necrobutcher (Йорн Стубберуд) — бас-гитара
- Manheim (Кьетил Мангейм) — ударные